# 일레미 삼각지구

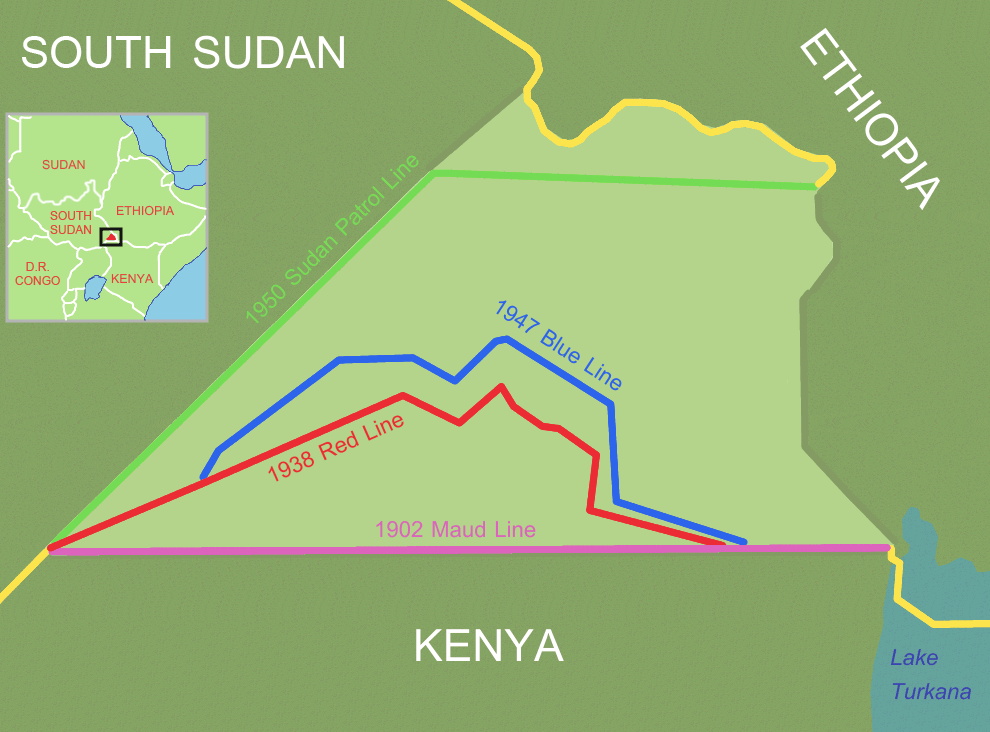
일레미 삼각지구

일레미 삼각지구(Ilemi Triangle)는 동 아프리카의 영토분쟁지역이다. 케냐, 남수단, 에티오피아의 세 나라에 걸쳐 있으며, 케냐가 실효지배하고 있다.
일레미란 이름은 이 지역의 부족인 아누아크족의 족장 이름에서 딴 것이다.

## 같이 보기
- 할라이브 트라이앵글